# Tribunales de lo Contencioso Administrativo (Guatemala)
El Tribunal de lo Contencioso Administrativo ejerce la función de contralor de la juridicidad de la administración pública y tiene atribuciones para conocer en caso de contienda por actos o resoluciones de la administración y de las entidades descentralizadas y autónomas del Estado, así como en los casos de controversias derivadas de contratos y concesiones administrativas. El fundamento legal de este tribunal se encuentra en el artículo 221 de la Constitución y el Decreto Legislativo 119-96, Ley de lo Contencioso Administrativo. Este tribunal está formada actualmente por seis salas integradas por tres magistrados titulares y dos suplentes cada una. Los magistrados son electos por el Congreso de la República para un período de cinco años de la misma forma establecida por la ley para la elección de los magistrados de la Corte Suprema de Justicia y de las demás salas de la Corte de Apelaciones.
Para ocurrir a este Tribunal, no es necesario ningún pago o caución previa. Sin embargo, la ley podrá establecer determinadas situaciones en las que el recurrente tenga que pagar intereses a la tasa corriente sobre los impuestos que haya discutido o impugnado y cuyo pago al Fisco se demoró en virtud del recurso.
Contra las resoluciones y autos que pongan fin al proceso emitidos por este Tribunal, puede interponerse el recurso de casación.